# Крајпуташ Василију Јовановићу у Трудељу
 Крајпуташ Василију Јовановићу у Трудељу  (Општина Горњи Милановац) налази се крај зграде некадашње земљорадничке задруге. Подигнут је у спомен Василију Јовановићу из Трудеља који је као редов-трећепозивац прешао Албанију и умро „на мору” 1916. године.

## Опис споменика
Крајпуташ је у облику танке плоче шпицастог врха,  исклесан од белог мермера. Димензија износе 135х25х11 cm. Споменик је у скорије време постављен на бетонску основу. Добро је очуван.

## Епитаф
Текст епитафа уклесан је испод једноставног латинског крста димензија 14х8 cm. Слова су лепо обликована. Натпис гласи:
СПОМЕН
ВАСИЛИЈА
ЈОВАНОВИЋА
ЖИВЕ 46. Г.
УМРЕ 18–I 1916. Г.
НА МОРУ
СПОМЕН ПОДИЖУ
ЋЕРИ ВИДОСАВА
И ВУЈАНА